# Ober-Ramstadt
Ober-Ramstadt is een gemeente in de Duitse deelstaat Hessen, gelegen in de Landkreis Darmstadt-Dieburg. De stad telt 15.127 inwoners.

## Geografie
Ober-Ramstadt heeft een oppervlakte van 41,88 km² en ligt in het centrum van Duitsland, iets ten westen van het geografisch middelpunt.

## Geboren
- Georg Christoph Lichtenberg (1742-1799), schrijver, satirist en de eerste Duitse hoogleraar in de experimentele natuurkunde

Alsbach-Hähnlein ·
Babenhausen ·
Bickenbach ·
Dieburg ·
Eppertshausen ·
Erzhausen ·
Fischbachtal ·
Griesheim ·
Groß-Bieberau ·
Groß-Umstadt ·
Groß-Zimmern ·
Messel ·
Modautal ·
Mühltal ·
Münster ·
Ober-Ramstadt ·
Otzberg ·
Pfungstadt ·
Reinheim ·
Roßdorf ·
Schaafheim ·
Seeheim-Jugenheim ·
Weiterstadt